# Crise política venezuelana de 2024
A crise política na Venezuela em 2024 refere-se ao período de instabilidade política que está ocorrendo na Venezuela, que começou após a terceira reeleição do presidente Nicolás Maduro nas eleições presidenciais venezuelanas em 2024, que contou com várias controvérsias, como o sequestro e o desaparecimento de opositores políticos, censura, desinformação, e curiosamente a porcentagem total dos votos ter dado 132.2% de votos válidos. Logo após a confirmação da reeleição de Maduro, se deu o início de vários protestos contra o governo em todo o país, com o governo venezuelano reprimindo as manifestações, prendendo mais de 700 pessoas e com 12 mortos, até o momento.
Em 19 de agosto, em uma entrevista ao jornal venezuelano "Últimas Notícias", o procurador-geral da Venezuela, Tarek William Saab, acusou a opositora María Corina Machado de ser responsável por arquitetar protestos que terminaram em mais de 20 mortes no país após as eleições presidenciais.
No dia 26 de agosto, um dos cinco reitores do Conselho Nacional Eleitoral (CNE), Juan Carlos Delpino, que se escondeu após a eleição, denunciou "irregularidades" na eleição presidencial de 28 de julho, nas quais o presidente Nicolás Maduro foi proclamado reeleito para um terceiro mandato consecutivo de seis anos, em meio a alegações de fraude pela oposição.
Em 2 de setembro, a Justiça da Venezuela emitiu um mandado de prisão contra o candidato de oposição Edmundo González, que foi acusado de faltar em depoimentos para investigação pelo Ministério Público, aliado do presidente Nicolás Maduro e controlado por chavistas.
Em 8 de setembro, Edmundo González, que era era alvo de um mandado de prisão solicitado pelo Ministério Público e aceito pela Justiça venezuelana, chegou à Espanha após ter seu pedido de asilo aceito pelo país europeu. No mesmo dia, ele declarou em um áudio que seguirá 'na luta' após a sua chegada na Espanha.
Em 8 de setembro, o procurador-geral da Venezuela, Tarek William Saab, afirmou que vai arquivar a investigação aberta contra o candidato da oposição do país, Edmundo González, após o opositor ter ido à Espanha.